# Philipp I. (Katzenelnbogen)

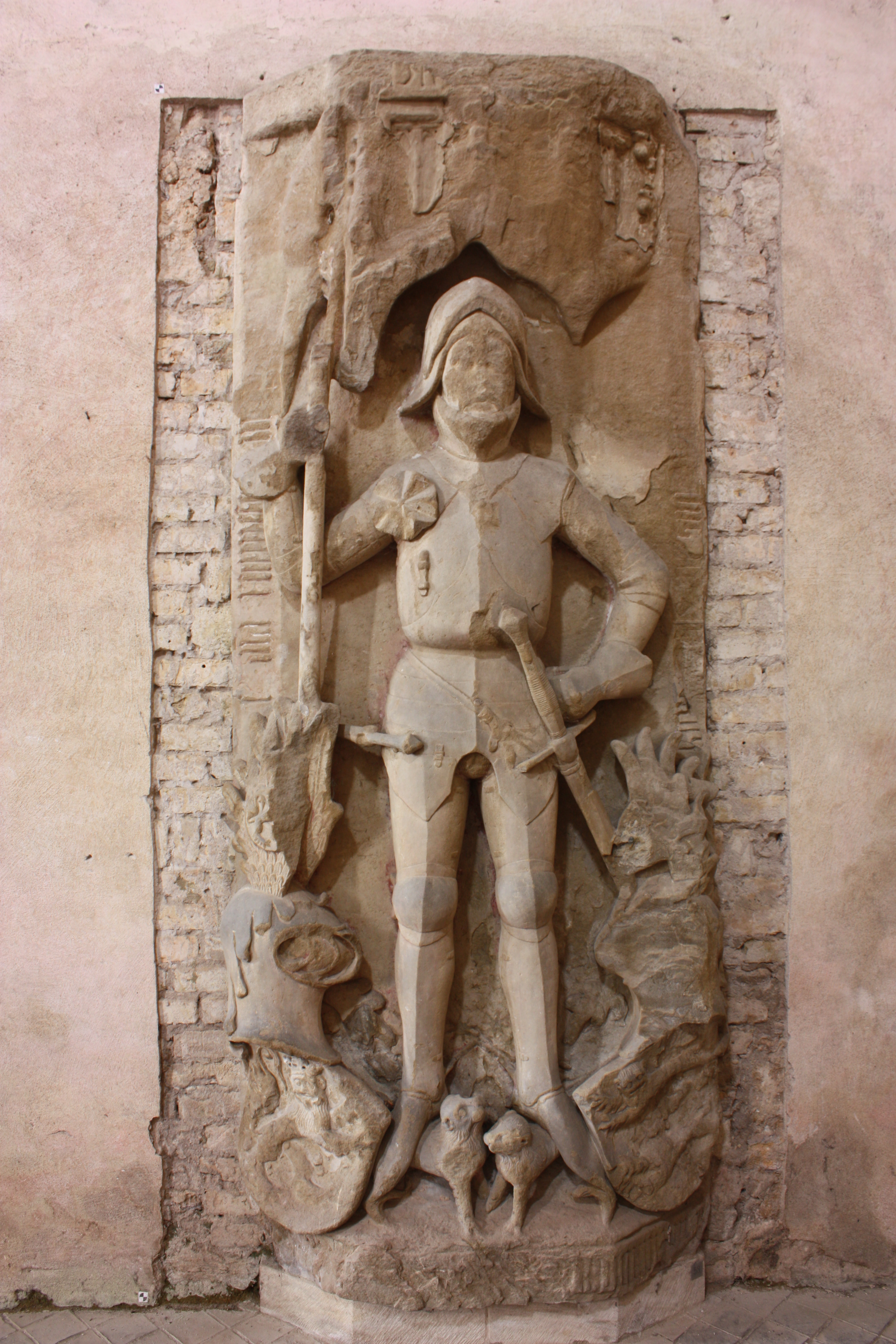
Grabplatte

Philipp I. von Katzenelnbogen, genannt der Ältere (* 1402; † 27. Juni 1479), war von 1444 bis 1479 Graf von Katzenelnbogen und der letzte männliche Nachkomme der Grafen von Katzenelnbogen (seine beiden Söhne starben vor ihm).

## Abstammung und Ehen
Seine Eltern waren Johann IV. von Katzenelnbogen (jüngere Linie) und Anna von Katzenelnbogen (ältere Linie), die die beiden Linien der Familie 1402 wieder zusammenführten.
Philipp I. heiratete Anna von Württemberg (1408–1471), Tochter von Eberhard IV. von Württemberg, genannt der Jüngere, am 24. Februar 1422 in Darmstadt. 1456 erwirkte Philipp I. beim Papst eine Scheidung von Tisch und Bett.
In zweiter Ehe war er ab 1474 mit Anna von Nassau verheiratet.

## Nachkommen
- Philipp der Jüngere (* 1427; † 27. Februar 1453) heiratete 1450 Ottilie von Nassau (1437–1493), die Tochter des Grafen Heinrich II. von Nassau-Dillenburg. Aus dieser Verbindung ging 1453 die Tochter Ottilie von Katzenelnbogen hervor.
- Eberhard († 1456), Domherr zu Köln, wurde in Brügge (Flandern) erstochen.
- Anna (* 5. September 1443; † 16. Februar 1494) heiratete 1458 den Landgrafen Heinrich III. von Hessen (15. Oktober 1440 – 13. Januar 1483).

## Wirken
Noch vor seinem Regierungsantritt unternahm er 1433/34 eine Reise ins Heilige Land. Über diese Reise fertigte sein Finanzbeamter, der auch als Zollschreiber in Sankt Goar tätige Siegfried von Gelnhausen, eine Reisebeschreibung an, die – im Anschluss an eine 1477 gehaltene Vorlesung des Textes vor adligem Publikum – durch Erhard Wameszhafft im Auftrag Philipps in Verse gefasst wurde.
Philipp I. veranlasste 1444 den großen Umbau der Stiftskirche zu Sankt Goar. 1449 kaufte er dem Prümer Abt Johann II. von Esche die Rechte der Abtei an Sankt Goar ab.
In der Mainzer Stiftsfehde stand Philipp auf der Seite von Erzbischof Diether von Isenburg und seinem Verbündeten Kurfürst Friedrich dem Siegreichen von der Pfalz. In dieser Konstellation nahm er 1462 erfolgreich an der Schlacht bei Seckenheim teil.
Während einer Fehde gegen Graf Gerhard II. von Sayn ließ Philipp im Kirchspiel Höhn im Westerwald mehrere Dörfer und die zentrale Kirche niederbrennen und in Höhn auch plündern.
1470 übertrug Philipp seinem Schwiegersohn Heinrich III. von Hessen die Verwaltung der Obergrafschaft mit Sitz in Darmstadt. Philipps Söhne Eberhard und Philipp der Jüngere verstarben bereits 1453 und 1456, so dass Philipp der Ältere ohne lebende männliche Nachkommen starb. Die Grafschaft Katzenelnbogen fiel deshalb 1479 über seine Tochter Anna an die Landgrafschaft Hessen, und zwar an Philipps Schwiegersohn Heinrich III., Landgraf von Oberhessen in Marburg.